# Colonna del Portogallo
La Colonna del Portogallo è un monumento di Siena, situato nel viale Vittorio Emanuele II, tra Porta Camollia e l'Antiporto di Camollia.

## Storia e descrizione
La colonna commemora l'incontro che qui avvenne, il 24 febbraio 1452, tra Federico III d'Asburgo e Eleonora di Portogallo, accompagnata da 400 dame senesi, alla presenza dell'allora vescovo di Siena Enea Silvio Piccolomini. La scena ebbe un tale impatto nella società dell'epoca da essere raffigurata anche da Pinturicchio nella Libreria Piccolomini.
La colonna è sormontata da una targa che ricorda l'evento e dagli stemmi dell'Impero e della Casa del Portogallo.

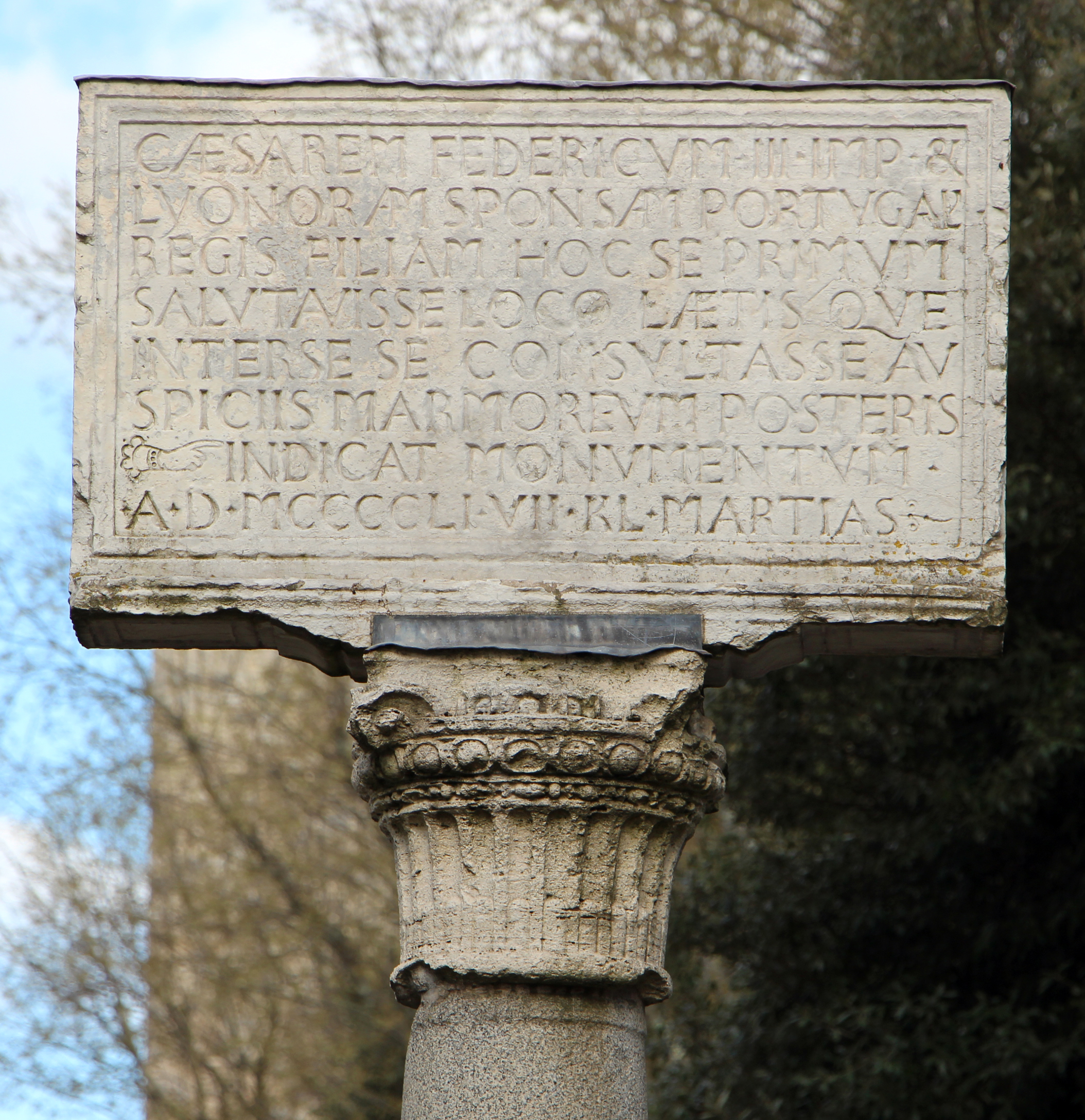
Iscrizione
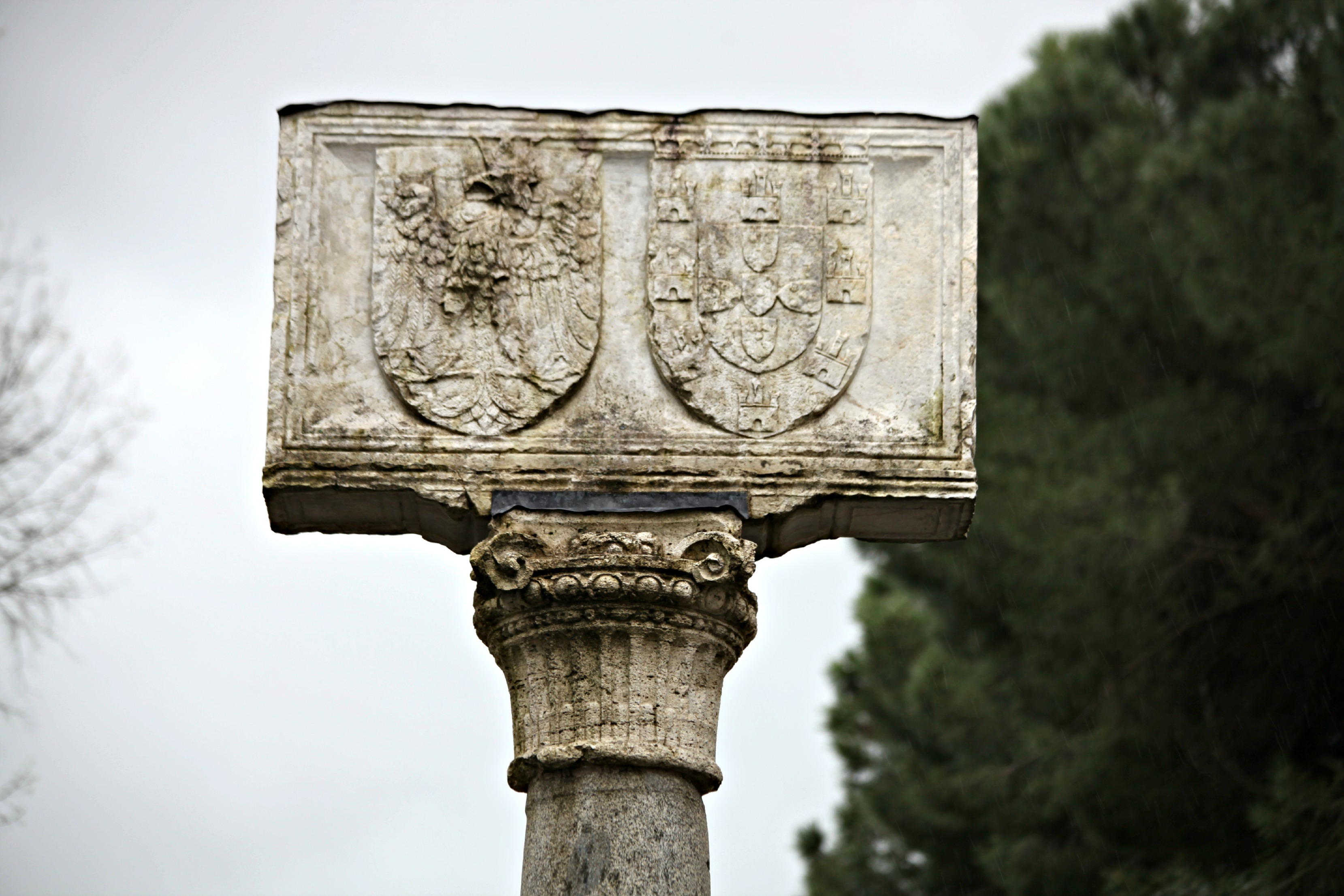
Stemi
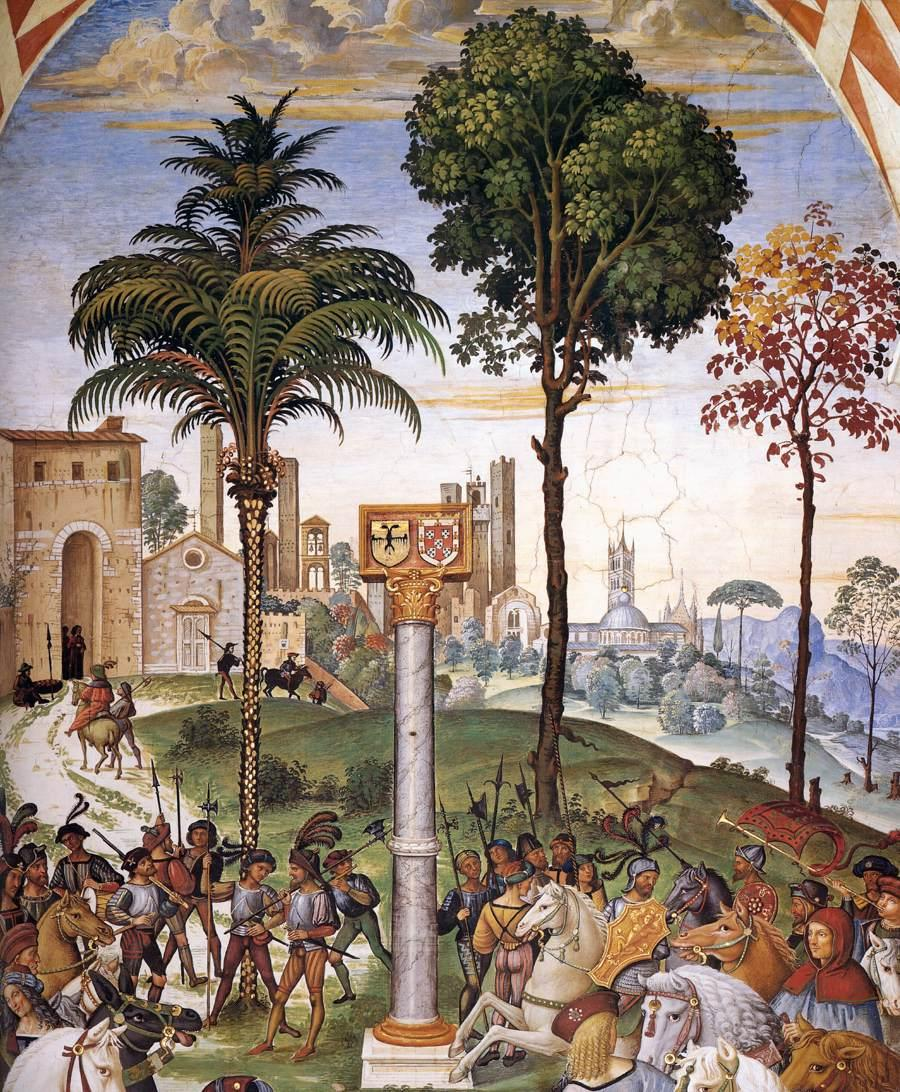
Pinturicchio, Enea Silvio, vescovo di Siena, presenta Eleonora d'Aragona all'imperatore Federico III (dettaglio con la colonna), Libreria Piccolomini